# Malgassophlebia bispina
Malgassophlebia bispina – gatunek ważki z rodziny ważkowatych (Libellulidae). Występuje w Afryce Subsaharyjskiej – od Gwinei, Liberii i Sierra Leone na wschód po Ugandę i Demokratyczną Republikę Konga oraz na południe po Zambię i Angolę.